# Caleta Pirámide
La caleta Pirámide (52°00′S 58°37′O / -52.000, -58.617) es una entrada de mar que se encuentra en el centro de la isla Soledad del archipiélago de las Malvinas. Administrativamente pertenece al departamento Islas del Atlántico Sur de la provincia de Tierra del Fuego, Antártida e Islas del Atlántico Sur.
Esta caleta se ubica en la costa austral del seno Choiseul, entre punta Perilla y punta Pirámide. Además está al noroeste de la isla Bougainville y al sur de la caleta Hammond.